# 前村泰正
前村 泰正（まえむら やすまさ）は、日本の元アマチュア野球選手である。ポジションは投手。

## 来歴・人物
育英高校では1967年秋季近畿大会県予選準決勝に進み、エース山口高志を擁する市神港高と対戦。1年上の竹田和史をリリーフし好投するが1-2で惜敗。1969年夏の甲子園県予選は3回戦で飾磨工に敗退し、甲子園出場は実現しなかった。同年のドラフト会議でロッテオリオンズから8位指名されたが入団を拒否。
卒業後は法政大学に進学。東京六大学野球リーグでは2年生までに3回の優勝を経験するが、その後は優勝に届かなかった。1972年春季リーグから池田信夫、中沢一彦（三菱自動車川崎）らと法大投手陣を支える。1972年秋季リーグは3位に終わるが、直後の明治神宮野球大会に出場。決勝に進み先発するが、高校時代に苦杯を嘗めた関大の山口高志に完封負けを喫し準優勝にとどまる。リーグ通算40試合登板、13勝9敗、防御率2.40、134奪三振。大学同期に一塁手の山本功児、三塁手の佐々木幸治らがいた。
卒業後は本田技研鈴鹿に入社。1977年の社会人野球日本選手権に出場。2回戦（初戦）で先発し、松下電器の福間納と投げ合うが0-1で惜敗。1978年の都市対抗では2勝を挙げ準決勝に進出。先発を任されるが日本鋼管に延長10回サヨナラ負け。1984年の都市対抗では、10年連続出場選手として表彰を受ける。